# ジョージ・スミス (考古学者)

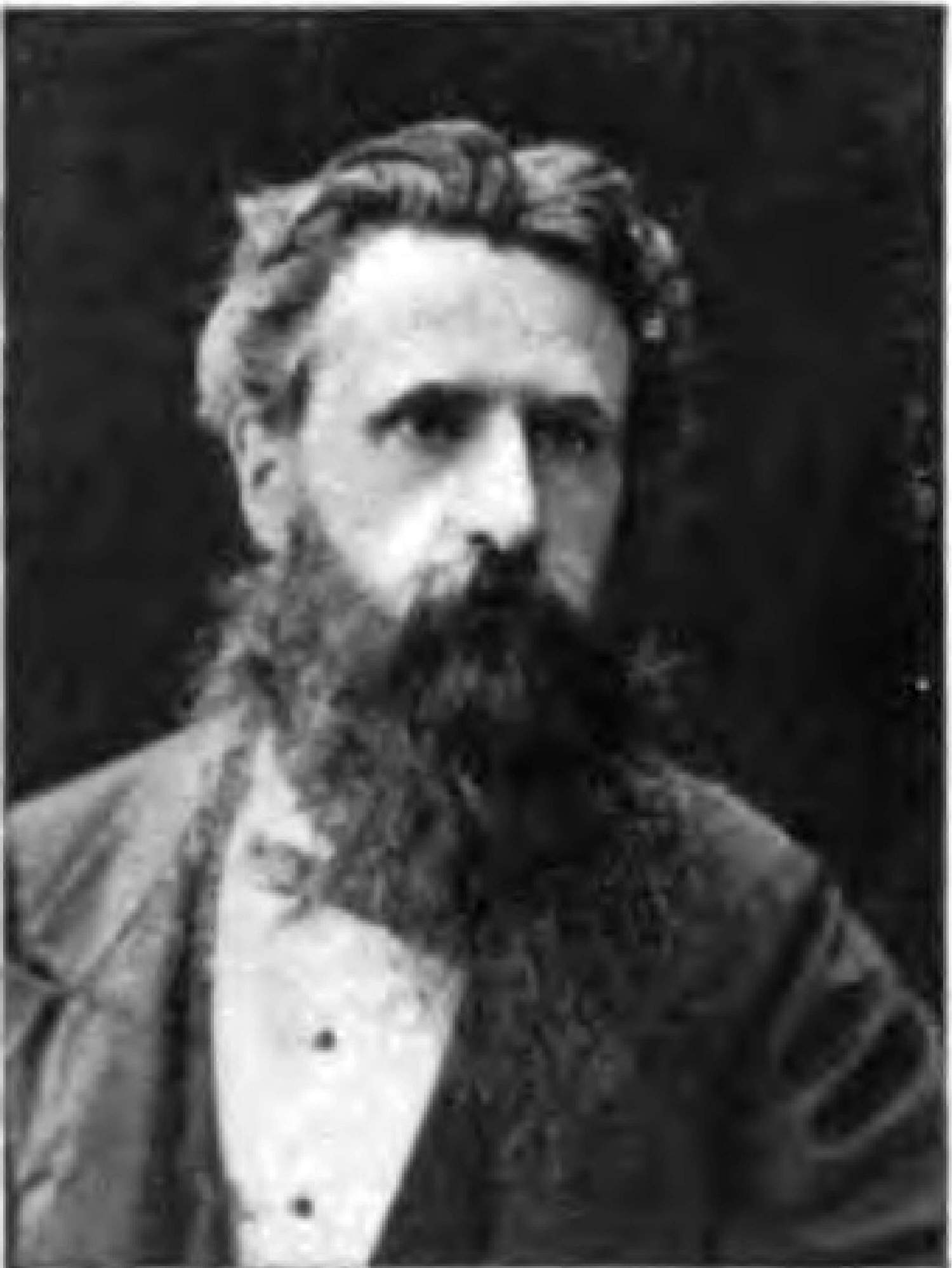

ジョージ・スミス（George Smith、1840年3月26日 - 1876年8月19日）は、イギリスの考古学者、アッシリア学者。ギルガメシュ叙事詩を解読し、大洪水伝説をはじめて紹介したことで特に知られる。

## 生涯と業績
スミスはロンドンのチェルシーで生まれた。家は貧しく、スミスは14歳のときから紙幣の彫刻の見習い工として働いていた。レヤードやローリンソンの探検に興味をかきたてられ、大英博物館に足しげく通い、仕事以外の時間を楔形文字の独習に費した。
スミスはローリンソンと文通し、1866年にローリンソンは博物館にある自分の事務室に置かれた紙型を使ってスミスが研究することを許した。スミスの最初の発表はイスラエル王国のイエフからシャルマネセル3世への朝貢年の確定で、『The Athenaeum』に小さく記事が載った。
ローリンソンは自らが予定していた『西アジアの楔形文字碑文』第3巻の準備のためにスミスの力を借りたいと博物館に申しでた。その結果、スミスは1867年に大英博物館アッシリア学部門の助手の職についた。1870年には大英博物館の東洋の古物の管理者であったサミュエル・バーチの高級助手になった。
1871年にスミスはアッシュールバニパルの年代記の翻訳を出版した。
- History of Assurbanipal. London: Williams and Norgate. (1871)

同年、創立したばかりの聖書考古学会（バーチが会長）において「早期バビロニアの歴史」を発表した。
- “Early History of Babylonia”. Transactions of the Society of Biblical Archaeology 1:  28-92. (1872).

同年11月、フェニキア語との2言語碑文を利用してキプロス音節文字の最初の解読を示した。
- “On the Reading of the Cypriote Inscriptions”. Transactions of the Society of Biblical Archaeology 1:  129-144. (1872).

1872年、ニネヴェのアッシュールバニパルの図書館から出土した粘土板の中に大洪水伝説があることを発見し（ギルガメシュ叙事詩第11粘土板）、1872年12月3日の聖書考古学会で解読を発表した。スミスはアッシリア学の枠を越えて幅広い名声を得た。
- “The Chaldean Account of the Deluge”. Transactions of the Society of Biblical Archaeology 2:  213-234. (1873).

1873年、粘土板の欠けた部分を得るため、デイリー・テレグラフ誌の出資によってスミスはニネヴェの調査を行った。調査は成功し、スミスは洪水伝説だけでなく、バビロニアの王統を記した粘土板も発見できた。1874年、こんどは大英博物館の出資によってニネヴェの考古学調査を行った。2回の調査については1875年の著書にまとめられている。
- Assyrian Discoveries (7th ed.). London. (1883) [1875]

スミスは大洪水以外にも説話の断片を翻訳し、『カルデア人の創生記』として出版した。
- The Chaldean Account of Genesis. London. (1876)

1876年、大英博物館の後援で3度めの調査に出発した。スミスはシリア北部のジェラブルスで大遺跡を発見し、ここが楔形文字文書やエジプトの文書にいうカルケミシュであることをつきとめた。また、アラブ人によって発掘された2千から3千枚の粘土板を入手した。しかし、アレッポ近郊の村で熱に倒れ、アレッポで没した。36歳だった。
スミスの残した原稿はアーチボルド・セイスによって編集・出版された。
- History of Sennacherib. London: Williams and Norgate. (1878)
- The History of Babylonia. London: Society for Promoting Christian Knowledge. (1884)